# 蒙马尔隆
蒙马尔隆（法語：Montmarlon，法語發音：[mɔ̃maʁlɔ̃]）是法国汝拉省的一个市镇，位于该省东北部，属于隆斯勒索涅区。

## 地理
蒙马尔隆（46°52'31"N, 5°57'47"E）面积3.28 平方千米，位于法国勃艮第-弗朗什-孔泰大區汝拉省，该省份为法国东部内陆省份，北起上索恩省，西北接科多尔省，西临索恩-卢瓦尔省，南至安省，东与杜省和瑞士接壤。
与蒙马尔隆接壤的市镇（或旧市镇、城区）包括：勒米、昂德洛昂蒙塔涅、叙普特。

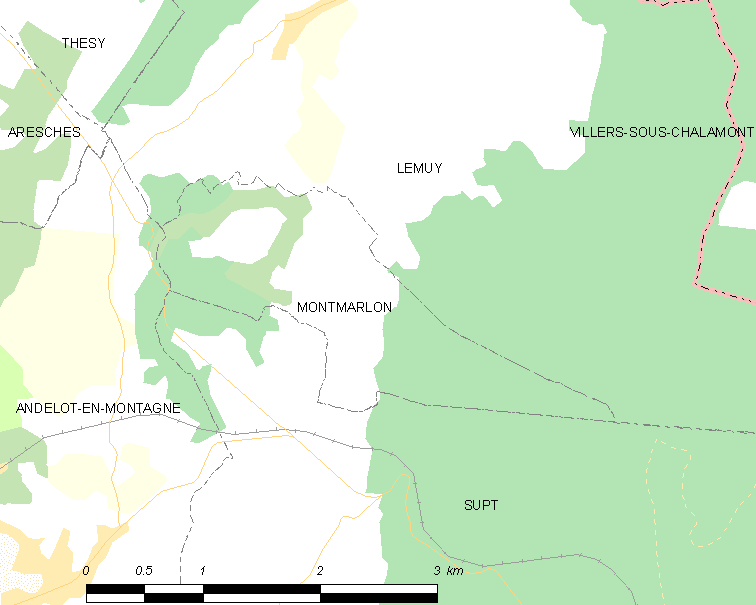
蒙马尔隆的OSM定位图

蒙马尔隆的时区为UTC+01:00、UTC+02:00（夏令时）。

## 行政
蒙马尔隆的邮政编码为39110，INSEE市镇编码为39359。

## 政治
蒙马尔隆所属的省级选区为阿尔布瓦县。

## 人口

1962-2008年间蒙马尔隆人口变化图示

蒙马尔隆于2022年1月1日时的人口数量为33人。